# ۲-فورانون
۲-فورانون (به انگلیسی: 2-Furanone) با فرمول شیمیایی C4H4O2 یک ترکیب شیمیایی با شناسه پاب‌کم 25255065 است. که جرم مولی آن ۸۴٫۰۷۳۳۶ گرم بر مول می‌باشد. 